# ایریس و ستوان
ایریس و ستوان (سوئدی: Iris och löjtnantshjärta) فیلمی سوئدی در سبک درام به کارگردانی آلف خوباریا است که در سال ۱۹۴۶ منتشر شد. از بازیگران آن می‌توان به مای زترلینگ و آلف چلین اشاره کرد. این فیلم در جشنواره فیلم کن ۱۹۴۶ برنده جایزه بزرگ شد. این فیلم باعث شد که زترلینگ در جهان مورد توجه بیشتری قرار بگیرد و کمی بعد برای بازی در فیلم فریدا به بریتانیا رفت.